# Афанасий IV (патриарх Константинопольский)
Афанасий IV (греч. Αθανάσιος Δ; XVII век, Родосто — после 1679) — патриарх Константинопольский, занимавший пост на протяжении девяти дней (30 июля 1679 — 10 августа 1679).
Предшественником патриарха Афанасия IV был патриарх Дионисий IV, а его преемником был патриарх Иаков.

## Биография
Афанасий IV был епископом в городе Родосто. В ноябре 1671 года патриарх Константинопольский Дионисий IV лишил Афанасия IV сана после жалоб паствы на то, что епископ вместе с Парфением занимался вымогательством.
После ухода патриарха Дионисия IV 29 июля 1679 года Афанасий IV взошел на патриарший престол, не имея церковного сана, и уже через девять дней был низложен и сослан, так и не получив признания со стороны архиереев Константинопольского Патриархата.